# Локшин, Абрам Шевелевич
Абра́м Ше́велевич (Саве́льевич) Локши́н (при рождении Абрам-Исаак Шевелевич; 7 (19) февраля 1893, Екатеринослав — 9 сентября 1934, Днепропетровск) — советский горный инженер-механик, учёный в области прикладной математики, физики, теоретической механики, сопротивления материалов, теории упругости.

## Биография
Родился 7 февраля (по старому стилю) 1893 года в Екатеринославе, в семье мещанина Шумяческого общества Климовического уезда Могилёвской губернии Шевеля Абрамовича Локшина и Годы Локшиной.
В 1918 году окончил Екатеринославский горный институт. После окончания института был оставлен по представлению профессора Александра Динника в аспирантуре. Последовательно занимал должности ассистента (1920), доцента (1923), профессора (1925). В 1928 году защитил диссертацию на соискание учёной степени доктора прикладной математики на тему «Динамические напряжения в подъёмных канатах», в которой исследовал динамические напряжения в подъёмных канатах постоянной длины и переменного сечения, внезапную остановку верхнего конца каната, сообщение скорости концевому грузу, внезапное приложение концевого груза и веса каната, ускоренное движение верхнего конца, а также динамические напряжения в канатах переменной длины. Докторская диссертация Локшина стала важным этапом развития учения о динамических процессах, протекающих в подъёмных канатах, и легла в основу некоторых последующих работ на эту тему. С 1930 года до смерти в 1934 году заведовал кафедрой строительной, теоретической и прикладной механики Днепропетровского горного института.
Автор работ в сфере прикладной математики, физики, теоретической механики, сопротивления материалов, теории упругости. Специалист в области кручения стержней и анизотропных призм, устойчивости криволинейных стержней постоянного и переменного сечения, продольного изгиба при распределенной нагрузке, устойчивости и колебания пластин, подкрепленных рёбрами жёсткости. Многие работы Локшина были переведены на немецкий, французский, английский языки.
Умер 9 сентября 1934 года в Днепропетровске.